# بالسوا جهانگیر پور
شهر بالسوا جهانگیرپور (به انگلیسی: Bhalswa Jahangir Pur) با جمعیت ۲۱۶٫۵۹۵ نفر در ایالت ناحیه هم‌پیوسته دهلی در کشور هند واقع شده‌است.